# Elvis’ Golden Records
Elvis’ Golden Records – piąty album nagrany przez Elvisa Presleya a wydanym przez wydawnictwo RCA Victor. Album posiada numer katalogowy LPM 1707 i został wydany w marcu 1958 a piosenki na nim zawarte nagrano głównie w studio Radio Recorders w Hollywood oraz w studio RCA w Nowym Jorku. Jeden z utworów zarejestrowano w studio filmowym wytwórni 20th Century Fox w Hollywood, 24 sierpnia a trzy w innym studio RCA w Nashville w styczniu i kwietniu 1956. Album ten jest zbiorem przebojów wykonywanych przez Elvisa Presleya i może być uznany za pierwszą w historii rock and rolla kompilację „Greatest Hits”. Dla samego wykonawcy była to pierwsza z czterech składanek tego typu wydanych za jego życia. Album osiągnął pozycję numer 3 na liście Billboardu.

## Zawartość
Golden Records obejmuje osiem utworów pochodzących z pierwszych stron singli wydawanych przez artystę oraz pięć z ich drugich stron, a także jeden utwór nie wydany na singlu i pochodzący wprost z albumu wydanego w 1956 roku Elvis.

## Lista utworów
| Utwór | Data nagrania | Numer katalogowy | Data wydania | Najwyższa pozycja na liście Bilboard | Tytuł                                     | Autor                                   | Czas trwania |
| ----- | ------------- | ---------------- | ------------ | ------------------------------------ | ----------------------------------------- | --------------------------------------- | ------------ |
| 1.    | 02.07.1956    | 47-6604b         | 13.07.1956   | 1                                    | Hound Dog                                 | Jerry Leiber i Mike Stoller             | 2:15         |
| 2.    | 24.02.1957    | 47-7000b         | 11.06.1957   | 20                                   | Loving You                                | Jerry Leiber i Mike Stoller             | 2:12         |
| 3.    | 12.01.1957    | 47-6870          | 22.03.1957   | 1                                    | All Shook Up                              | Otis Blackwell i Elvis Presley          | 1:57         |
| 4.    | 10.01.1956    | 47-6357          | 27.01.1956   | 1                                    | Heartbreak Hotel                          | Mae Axton, Tommy Durden, Elvis Presley  | 2:09         |
| 5.    | 30.04.1957    | 47-7035          | 24.09.1957   | 1                                    | Jailhouse Rock                            | Jerry Leiber i Mike Stoller             | 2:27         |
| 6.    | 01.09.1956    | LPM 1382         | 19.10.1956   |                                      | Love Me                                   | Jerry Leiber i Mike Stoller             | 2:43         |
| 7.    | 02.09.1956    | 47-6800          | 04.01.1957   | 1                                    | Too Much                                  | Lee Rosenberg i Bernard Weinman         | 2:31         |
| 8.    | 02.07.1956    | 47-6604          | 13.07.1956   | 1                                    | Don’t Be Cruel                            | Otis Blackwell i Elvis Presley          | 2:02         |
| 9.    | 13.01.1957    | 47-6870b         | 22.03.1957   | 58                                   | That’s When Your Heartaches Begin         | Fred Fisher, Billy Hill, William Raskin | 3:21         |
| 10.   | 24.01.1957    | 47-7000          | 11.06.1957   | 1                                    | (Let Me Be Your) Teddy Bear               | Kal Mann i Bernie Lowe                  | 1:45         |
| 11.   | 24.08.1956    | 47-6643          | 28.09.1956   | 1                                    | Love Me Tender                            | Vera Matson i Elvis Presley             | 2:41         |
| 12.   | 05.09.1957    | 47-7035b         | 24.09.1957   | 18                                   | Treat Me Nice                             | Jerry Leiber i Mike Stoller             | 2:10         |
| 13.   | 02.07.1956    | 47-6643b         | 28.09.1956   | 20                                   | Anyway You Want Me (That’s How I Will Be) | Cliff Owens i Aaron Schroeder           | 2:14         |
| 14.   | 11.04.1956    | 47-6540          | 04.05.1956   | 1                                    | I Want You, I Need You, I Love You        | Lou Kosloff i George Mysels             | 2:40         |